# Krafft (cratera)
A cratera Krafft (à esquerda) e a Cardanus (à direita) perto da borda do disco lunar.
Krafft é uma cratera de impacto lunar, situada no lado visível da Lua. Ela fica localizada perto da borda Oeste do Oceanus Procellarum.
Ao Norte dela, fica a cratera Eddington, quase plana e preenchida com lava. Um pouco ao Sul, fica a cratera Cardanus, e entre elas, uma linha de 60 km de crateras menores chamada de Catena Krafft.